# أوغوستو فراجا باتشيكو
أوغوستو فراجا باتشيكو (بالبرتغالية: Augusto Pacheco Fraga‏) (4 مايو 1988 بكريسيوما في البرازيل - ) هو لاعب كرة قدم برازيلي في مركز الهجوم. لعب مع نادي إنترناسيونال ونادي سبورت ريسيفه ونادي غوياس ونادي تشونغتشينغ ليانغجيانغ ونادي ووهان ونادي ناوتيكو وOeste Futebol Clube ‏.

## روابط خارجية
- أوغوستو فراجا باتشيكو على موقع قاعدة بيانات كرة القدم.إي يو (الإنجليزية)
- أوغوستو فراجا باتشيكو على موقع Soccerway.com (الإنجليزية)